# 巴貝爾岩
巴貝爾岩（英語：Babel Rock）是南極洲的岩石，處於因特克倫斯島以北，屬於帕默群島的一部分，在1824年被繪入地圖，是企鵝的繁殖地，現時由南極條約體系管理。